# Fruela I. (Asturien)

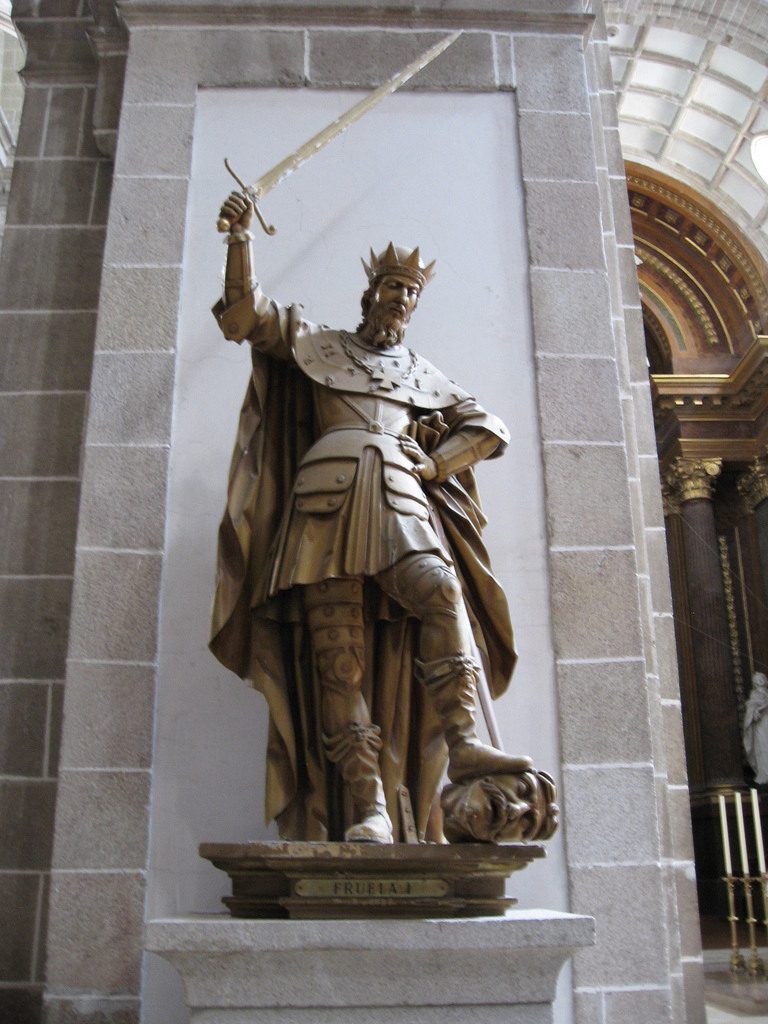
Statue Fruelas I. im Monasterio de San Julián in Samos (Galicien).

Fruela I. (* 722; † 768 in Cangas de Onís) war von 757 bis 768 König von Asturien. Er war der Sohn und Nachfolger von Alfons I. Seine Mutter Ermesinda war eine Tochter des Reichsgründers Pelayo.

## Leben
In der Schlacht bei Pontuvio (Pontedeume) schlug Fruela I. ein maurisches Heer. Im entvölkerten Galicien führte er Wiederbesiedlungsmaßnahmen durch. Er warf einen Aufstand der Basken nieder; unter den Gefangenen war eine aus Álava stammende junge Frau namens Munia, die Fruela heiratete. Bis tief in maurisches Gebiet, in die Gegend von Valencia und Murcia, führte er Plünderungszüge.
Die asturischen Quellen (Chronik Alfons’ III., Chronicon Albeldense) beschreiben Fruela I. als wild und gewalttätig und berichten, dass er seinen Bruder Vimara eigenhändig tötete. Dem Chronicon Albeldense zufolge verdächtigte er Vimara, nach der Königswürde zu streben. Schließlich wurde Fruela von seinen Höflingen in der damaligen asturischen Hauptstadt Cangas de Onís ermordet.
Fruela hinterließ einen minderjährigen Sohn, den späteren König Alfons II. Sein Nachfolger wurde sein Cousin Aurelio.